# Gavi (futbolista)
Pablo Páez Gavira (Los Palacios y Villafranca, 5 de agosto de 2004), más conocido como Gavi, es un futbolista español que juega de centrocampista en el F. C. Barcelona de la Primera División de España. Es internacional con la selección de fútbol de España. 

## Trayectoria

### Inicios en el Real Betis
Nacido en Los Palacios y Villafranca, Sevilla, se inició en La Liara Balompié, el club de su localidad natal, y de ahí pasó a la cantera del Real Betis Balompié. Tras marcar 96 goles con el equipo alevín, fue seguido por varios de los principales equipos españoles, como el Villarreal C. F., el Real Madrid C. F., el Atlético de Madrid y el F. C. Barcelona.

### F. C. Barcelona

#### Categorías inferiores
En 2015, con 11 años, fue fichado por el F. C. Barcelona. En septiembre de 2020 firmó su primer contrato profesional y ascendió del equipo cadete al juvenil.

#### Primer equipo
Tras participar en dos ocasiones con el F. C. Barcelona "B" en la temporada 2020-21, fue convocado para disputar amistosos de pretemporada con el primer equipo. Tras los primeros partidos recibió comparaciones con el exjugador del club Xavi Hernández, quien posteriormente se acabaría convirtiendo en su entrenador en el primer equipo. El 29 de agosto de 2021 debutó en Primera División y en partido oficial, en la victoria por 2-1 sobre el Getafe C. F. en el Camp Nou, sustituyendo a Sergi Roberto en el minuto 73. El 14 de septiembre se estrenó en la Liga de Campeones de la UEFA jugando la última media hora de la primera jornada de la fase de grupos ante el Bayern de Múnich. En la misma competición, el 23 de noviembre, disputó su primer encuentro completo en el empate a cero con el S. L. Benfica. El 18 de diciembre anotó su primer gol ante el Elche C. F. en el torneo liguero. Repitió en la misma competición el 6 de febrero en la victoria por 4-2 sobre el Atlético de Madrid.
El 14 de septiembre de 2022 renovó su contrato hasta junio de 2026 con una cláusula de rescisión de 1000 millones de euros, pasando a su vez a tener ficha del primer equipo. Un mes después consiguió el Trofeo Kopa en la gala del Balón de Oro 2022, que lo reconoció como el mejor jugador menor de 21 años del año, y el Premio Golden Boy.
El 15 de enero de 2023 consiguió su primer título tras derrotar 3-1 al Real Madrid en la Supercopa de España 2023. Fue elegido el mejor jugador del partido después de marcar, lo que le hizo ser el goleador más joven de este torneo, y dar dos asistencias. Cuatro meses después consiguió su primera Liga con el club blaugrana. En noviembre de 2023 sufrió una lesión en partido clasificatorio para la Eurocopa con la selección española, lo que le llevó a perderse el resto de la temporada.
El 20 de octubre de 2024, tras 335 días de baja, volvió a jugar un partido. Fue en los últimos de un encuentro frente al Sevilla F. C. en los que llevó el brazalete de capitán.

## Selección nacional
Representó a España en las categorías sub-15, sub-16 y sub-18. El 30 de septiembre de 2021 fue convocado a la selección absoluta. El 6 de octubre debutó como titular en las semifinales de la Liga de Naciones de la UEFA ante Italia, lo que le convirtió en el futbolista más joven de la historia en jugar para España a la edad de 17 años y 62 días. España terminó subcampeona tras perder la final por 2-1 con Francia. El 15 de noviembre participó en la victoria por 1-0 ante Suecia en Sevilla con la que España se clasificó para el Mundial de Catar 2022.
El 5 de junio de 2022 marcó su primer gol con la selección en el empate ante República Checa en la Liga de Naciones de la UEFA 2022-23. De este modo, con 17 años y 304 días, superaba a Ansu Fati como el goleador más joven en la historia de la selección española.
El 23 de noviembre de 2022, en su debut en un Mundial, en el encuentro que disputó la selección nacional ante Costa Rica de la fase de grupos del Mundial de Catar, se convirtió en el segundo jugador más joven de la historia en conseguir un gol en dicha competición con 18 años y 110 días, solo superado por Pelé (17 años y 249 días) que lo logró en la Copa del Mundo de 1958.
En 2023 ganaron la Liga de Naciones de la UEFA y se clasificaron para la Eurocopa 2024 gracias a un tanto suyo con el que derrotaron a Noruega y garantizaron el pase a la fase final del torneo. En el último partido de la fase de clasificación sufrió una lesión en el ligamento cruzado y el menisco que le impidió acudir a la cita. No volvió a jugar con la selección hasta junio de 2025 en las semifinales de la Liga de Naciones de la UEFA 2024-25.

### Participaciones en Copas del Mundo
| Mundial              | Sede  | Resultado        | Partidos | Goles |
| -------------------- | ----- | ---------------- | -------- | ----- |
| Copa Mundial de 2022 | Catar | Octavos de final | 4        | 1     |

### Goles internacionales
| N.º | Fecha                    | Estadio                                       | Rival           | Gol | Resultado | Competición                         |
| --- | ------------------------ | --------------------------------------------- | --------------- | --- | --------- | ----------------------------------- |
| 1.  | 5 de junio de 2022       | Sinobo Stadium, Praga, República Checa        | República Checa | 1-1 | 2-2       | Liga de Naciones de la UEFA 2022-23 |
| 2.  | 17 de noviembre de 2022  | Estadio Internacional de Amán, Amán, Jordania | Jordania        | 0-2 | 1-3       | Amistoso                            |
| 3.  | 23 de noviembre de 2022  | Estadio Al Thumama, Doha, Catar               | Costa Rica      | 5-0 | 7-0       | Copa Mundial de 2022                |
| 4.  | 12 de septiembre de 2023 | Nuevo Los Cármenes, Granada, España           | Chipre          | 1-0 | 6-0       | Clasificación Eurocopa 2024         |
| 5.  | 15 de octubre de 2023    | Ullevaal Stadion, Oslo, Noruega               | Noruega         | 0-1 | 0-1       | Clasificación Eurocopa 2024         |

## Estilo de juego
Graham Hunter, de ESPN, calificó a Gavi como un joven jugador muy prometedor en 2021, comparándolo con los antiguos centrocampistas del Barcelona Xavi Hernández y Andrés Iniesta por sus cualidades como futbolista, entre las que destacan el regate, la anticipación, la inteligencia, la visión, el pase, el primer toque, el control de cerca, el cambio de ritmo y la capacidad de girar rápidamente para salir de espacios reducidos e iniciar contraataques. Tras su actuación en la victoria de España sobre Italia en la semifinal de la Liga de Naciones 2020-21, el defensa italiano Emerson Palmieri describió a Gavi como un jugador que "tiene un enorme potencial".

## Estadísticas

### Clubes
Actualizado al último partido disputado el 16 de agosto de 2025.
| Club                         | Div.          | Temporada     | Liga  | Liga  | Liga   | Copas nacionales | Copas nacionales | Copas nacionales | Copas internacionales | Copas internacionales | Copas internacionales | Total | Total | Total  |
| Club                         | Div.          | Temporada     | Part. | Goles | Asist. | Part.            | Goles            | Asist.           | Part.                 | Goles                 | Asist.                | Part. | Goles | Asist. |
| ---------------------------- | ------------- | ------------- | ----- | ----- | ------ | ---------------- | ---------------- | ---------------- | --------------------- | --------------------- | --------------------- | ----- | ----- | ------ |
| F. C. Barcelona "B" · España | 2.ª B         | 2020-21       | 2     | 0     | 0      | —                | —                | —                | —                     | —                     | —                     | 2     | 0     | 0      |
| F. C. Barcelona "B" · España | 1.ª F         | 2021-22       | 1     | 0     | 0      | —                | —                | —                | —                     | —                     | —                     | 1     | 0     | 0      |
| F. C. Barcelona "B" · España | Total club    | Total club    | 3     | 0     | 0      | 0                | 0                | 0                | 0                     | 0                     | 0                     | 3     | 0     | 0      |
| F. C. Barcelona · España     | 1.ª           | 2021-22       | 34    | 2     | 5      | 2                | 0                | 0                | 11                    | 0                     | 0                     | 47    | 2     | 5      |
| F. C. Barcelona · España     | 1.ª           | 2022-23       | 36    | 2     | 4      | 7                | 1                | 3                | 6                     | 0                     | 0                     | 49    | 3     | 7      |
| F. C. Barcelona · España     | 1.ª           | 2023-24       | 12    | 1     | 1      | 0                | 0                | 0                | 3                     | 1                     | 0                     | 15    | 2     | 1      |
| F. C. Barcelona · España     | 1.ª           | 2024-25       | 26    | 1     | 1      | 6                | 2                | 1                | 10                    | 0                     | 0                     | 42    | 3     | 2      |
| F. C. Barcelona · España     | 1.ª           | 2025-26       | 1     | 0     | 1      | 0                | 0                | 0                | 0                     | 0                     | 0                     | 1     | 0     | 1      |
| F. C. Barcelona · España     | Total club    | Total club    | 109   | 6     | 12     | 15               | 3                | 4                | 30                    | 1                     | 0                     | 154   | 10    | 16     |
| Total carrera                | Total carrera | Total carrera | 112   | 6     | 12     | 15               | 3                | 4                | 30                    | 1                     | 0                     | 157   | 10    | 16     |

## Palmarés

### Títulos nacionales
| Título                     | Club            | País   | Año     |
| -------------------------- | --------------- | ------ | ------- |
| Supercopa de España        | F. C. Barcelona | España | 2023    |
| Primera División de España | F. C. Barcelona | España | 2022-23 |
| Supercopa de España        | F. C. Barcelona | España | 2025    |
| Copa del Rey               | F. C. Barcelona | España | 2024-25 |
| Primera División de España | F. C. Barcelona | España | 2024-25 |

### Títulos internacionales
| Título                      | Equipo              | Sede         | Año  |
| --------------------------- | ------------------- | ------------ | ---- |
| Liga de Naciones de la UEFA | Selección de España | Países Bajos | 2023 |

### Distinciones individuales
| Distinción                                                               | Año  |
| ------------------------------------------------------------------------ | ---- |
| Parte de los 60 mejores futbolistas sub-17 del mundo, según The Guardian | 2021 |
| Trofeo Kopa                                                              | 2022 |
| Premio Golden Boy                                                        | 2022 |
| Parte de los 100 mejores jugadores del mundo, según The Guardian         | 2022 |